# Better Dayz
Better Dayz es el cuarto álbum póstumo de 2Pac, lanzado el 26 de noviembre de 2002. Es el último doble álbum del rapero.
El álbum debutó en la posición #5 de la lista Billboard 200. Este lanzamiento es el segundo de los dos álbumes grabados con material inédito del periodo "Makaveli" de 2Pac, y fue producido por el productor de Death Row Johnny "J", Jazze Pha, Frank Nitty y E.D.I. de The Outlawz, entre otros. Incluye 23 canciones no liberadas del periodo de 1995-1996, con apariciones de Nas, Tha Outlawz, Mýa, Jazze Pha, Ron Isley y Tyrese, entre otros. También incluye la canción "Military Minds" con la colaboración de Buckshot y Smif-N-Wessun (por entonces conocidos como Cocoa Brovaz), miembros de Boot Camp Clik, que iba a formar parte del álbum colaborativo entre 2Pac y BCC titulado One Nation, pero debido a la muerte del rapero nunca llegó a ser lanzado de forma oficial. El sencillo "Thugz Mansion", tiene dos versiones: la versión acústica con Nas, y la versión hip hop con Anthony Hamilton. El álbum vendió 366.000 copias en la primera semana. El 31 de enero de 2003, el álbum fue certificado doble platino por la RIAA. La canción "Ghetto Star" aparece en la banda sonora del videojuego 25 To Life.
Algunas canciones son mezclas completas o permanecen en su versión original como "F*** 'em All", "Late Night", "Ghetto Star", "Better Dayz", "Fame and Fortune", "Who Do You Believe In" y "They Don't Give A F*** About Us". La canción "Late Night" con Dj Quik desapareció de todas las versiones digitales del álbum por una razón desconocida.

## Lista de canciones

### Disco 1
| #  | Título                         | Intérprete(s)                        | Productor(es)                                                                        |
| -- | ------------------------------ | ------------------------------------ | ------------------------------------------------------------------------------------ |
| 1  | "Intro"                        | 2Pac                                 | 7 Aurelius                                                                           |
| 2  | "Still Ballin'"                | 2Pac; Trick Daddy                    | Nitti                                                                                |
| 3  | "When We Ride on Our Enemies"  | 2Pac                                 | Briss                                                                                |
| 4  | "Changed Man"                  | 2Pac; Jazze Pha; T.I.; Johnta Austin | Jazze Pha                                                                            |
| 5  | "Fuck 'em All "                | 2Pac; Outlawz                        | Johnny "J"                                                                           |
| 6  | "Never B Peace"                | 2Pac; E.D.I.; Kastro                 | Franky "Nitty" Pimental                                                              |
| 7  | "Mama's Just a Little Girl"    | 2Pac; Kimmy Hill                     | Johnny "J"                                                                           |
| 8  | "Street Fame"                  | 2Pac                                 | Briss                                                                                |
| 9  | "Whatcha Gonna Do?"            | 2Pac; Kastro; Young Noble            | E.D.I.                                                                               |
| 10 | "Fair Xchange"                 | 2Pac; Jazze Pha                      | Jazze Pha                                                                            |
| 11 | "Late Night"                   | 2Pac; DJ Quik; Outlawz               | DJ Quik                                                                              |
| 12 | "Ghetto Star"                  | 2Pac; Nutt-So                        | GO Twice                                                                             |
| 13 | "Thugz Mansion (Nas Acoustic)" | 2Pac; Nas; J.Phoenix                 | Michael Herring; Claudio Cueni; A. "Pittboss" Johnson; Aulsondro "Novelist" Hamilton |

### Disco 2
| #  | Título                            | Intérprete(s)                      | Productor(es)                 |
| -- | --------------------------------- | ---------------------------------- | ----------------------------- |
| 1  | "My Block (Remix)"                | 2Pac                               | Nitti                         |
| 2  | "Thugz Mansion (7 Remix)"         | 2Pac; Anthony Hamilton             | 7 Aurelius                    |
| 3  | "Never Call U Bitch Again"        | 2Pac; Tyrese                       | Johnny “J”                    |
| 4  | "Better Dayz"                     | 2Pac; Mr. Biggs                    | Johnny “J”                    |
| 5  | "U Can Call"                      | 2Pac; Jazze Pha                    | Jazze Pha                     |
| 6  | "Military Minds"                  | 2Pac; Buckshot; Cocoa Brovaz       | Darryl “Big D” Harper; E.D.I. |
| 7  | "Fame And Fortune"                | 2Pac; Outlawz                      | Hurt M Badd                   |
| 8  | "Fair Xchange (Remix)"            | 2Pac; Mýa                          | Troy Johnson                  |
| 9  | "Catchin' Feelins"                | 2Pac; Muszamil; Outlawz            | E.D.I.                        |
| 10 | "There U Go"                      | 2Pac; Big Syke; Jazze Pha; Outlawz | Johnny “J”                    |
| 11 | "This Life I Lead"                | 2Pac; Outlawz                      | Johnny “J”                    |
| 12 | "Who Do U Believe In?”            | 2Pac; Yaki Kadafi                  | Johnny “J”                    |
| 13 | "They Don't Give a Fuck about Us” | 2Pac; Outlawz                      | Johnny “J”                    |
| 14 | "Outro”                           | 2Pac                               |                               |

## Posiciones en lista

### Álbum
| Lista (2002)                      | Posición máxima |
| --------------------------------- | --------------- |
| Lista de álbumes de Alemania      | 45              |
| Lista de álbumes de Canadá        | 7               |
| Lista de álbumes de Francia       | 52              |
| Lista de álbumes de Holanda       | 36              |
| Lista de álbumes de Nueva Zelanda | 20              |
| Lista de álbumes del Reino Unido  | 68              |
| Lista de álbumes de Suiza         | 60              |
| Billboard 200                     | 5               |
| Billboard Top R&B/Hip Hop Albums  | 1               |

### Sencillos
| 2002 | "Thugz Mansion (7 Remix)" | 19 | 35 | 10 | 4 | 5 |